# Maligny (Côte-d’Or)
Maligny – miejscowość i gmina we Francji, w regionie Burgundia-Franche-Comté, w departamencie Côte-d’Or.
Według danych na rok 1990 gminę zamieszkiwały 202 osoby, a gęstość zaludnienia wynosiła 12 osób/km² (wśród 2044 gmin Burgundii Maligny plasuje się na 709. miejscu pod względem liczby ludności, natomiast pod względem powierzchni na miejscu 559.).